# Placa de Peyer

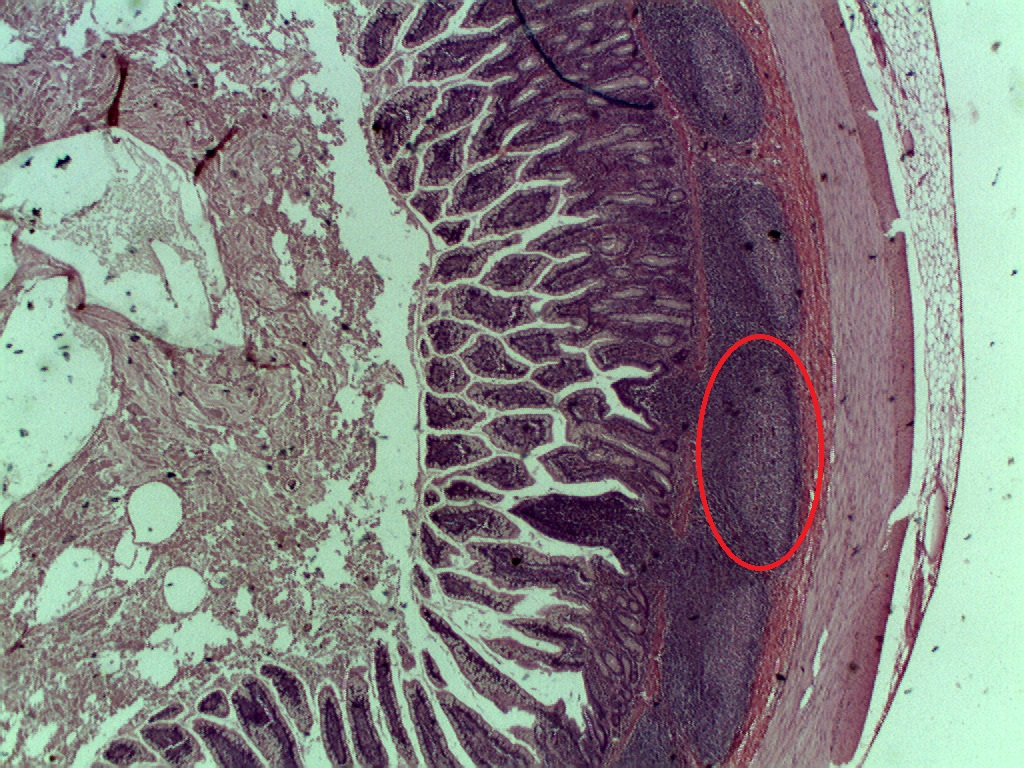
Em análises histológicas podem ser identificados vários folículos linfoides ovalados no intestino. Cada um deles é uma placa de peyer.

Placas de Peyer ou Conglomerados Linfonodulares Ileais são agregados de nódulos linfáticos que constituem um componente principal do tecido linfático associado ao intestino (GALT) e são particularmente grandes no Íleo, onde se encontram principalmente na parte do intestino oposta ao mesentério (borde anti-mesentérico intestinal).

## Aparência
Placas de Peyer possuem alguns centímetros, logo podem ser identificados mesmo sem ajuda de instrumentos. São tecidos ovalados e densos localizados na membrana mucosa do intestino, formando áreas alongadas e a sua superfície está livre das vilosidades e depressões (glândulas Lieberkühn) que caracterizam a parede intestinal.

## Quantidade
Normalmente, há apenas 30 a 40 manchas em cada indivíduo (Compartimentos Foliculares). Em adultos jovens costumam ser mais numerosos, mas conforme a pessoa envelhece eles tendem a desaparecer aos poucos deixando o intestino cada vez mais vulnerável a infecções.

## Função
Fazem parte do Tecido Linfóide Associado ao Intestino (em inglês Gut Associated Linfoid Tissue ou GALT). Como possuem capacidade de transportar os antígenos luminais e bactérias podem ser considerados como os sensores do sistema imunológico do intestino.
Placas de Peyer (PP) podem induzir tolerância imunológica ou de defesa contra antígenos utilizando uma complexa interação entre células do sistema imunológico localizadas nos folículos linfoides e no epitélio folicular associado. Esta comunicação celular parece ser regulada, por receptores de reconhecimento de patógenos, especialmente o NOD2. Embora o TLR tenha um papel limitado na homeostase, o Nod2 regula o número, o tamanho e composição de células T de PPs, em resposta à microbiota intestinal. Por sua vez, as células T CD4+ presentes no PP são capazes de modular a permeabilidade paracelular e intracelular.

## Patologias
Na febre tifoide, essas manchas podem tornar-se locais de inflamação, no caso em que podem evoluir para ulcerações, hemorragias ou perfurações.
Duas desordens humanas, doença de Crohn e patologias do tipo "enxerto-versus-hospedeiro" provavelmente são acionadas por uma resposta anormal da biota comensal associadas com a disfunção da Placa de Peyers e mutações do NOD2.

## Etimologia
Nomeados no século XVII em homenagem ao anatomista suíço Johann Conrad Peyer.